# 洛根縣 (肯塔基州)
洛根縣（英語：Logan County）是美国肯塔基州南部的一個縣，南鄰田纳西州，面積1,443平方公里。根據2020年美國人口普查，共有人口27,432人。縣治拉塞爾維爾（Russellville）。該縣成立於1792年9月1日，縣名紀念美國獨立戰爭時期的民兵將領、主張成立肯州的班傑明·洛根（Benjamin Logan）。